# دانیله فیورنتینو
دانیله فیورنتینو (انگلیسی: Daniele Fiorentino؛ زادهٔ ۴ نوامبر ۱۹۸۸) بازیکن فوتبال اهل ایتالیا است.
از باشگاه‌هایی که در آن بازی کرده‌است می‌توان به باشگاه فوتبال ارورا پرو پاتریا ۱۹۱۹، باشگاه فوتبال ونتزیا، و باشگاه فوتبال باری اشاره کرد.